# صمدلو
صمدلو (بالإنجليزية: Samadlu)‏ هي مستوطنة تقع في قسم آزادلو الريفي في إيران. يقدر عدد سكانها بـ 148 نسمة .